# Skilanglauf-Alpencup 2010/11
Der Skilanglauf-Alpencup 2010/11 war eine von der FIS organisierte Wettkampfserie, die am 11. Dezember 2010 in Alta Badia begann und am 13. März 2011 in Ramsau endete.

## Männer

### Resultate
| 1. Alpencup in Alta Badia, 11. und 12. Dezember 2010 | 1. Alpencup in Alta Badia, 11. und 12. Dezember 2010 | 1. Alpencup in Alta Badia, 11. und 12. Dezember 2010 | 1. Alpencup in Alta Badia, 11. und 12. Dezember 2010 | 1. Alpencup in Alta Badia, 11. und 12. Dezember 2010 |
| ---------------------------------------------------- | ---------------------------------------------------- | ---------------------------------------------------- | ---------------------------------------------------- | ---------------------------------------------------- |
| Datum                                                | Disziplin                                            | Erster Platz                                         | Zweiter Platz                                        | Dritter Platz                                        |
| 11. Dezember 2010                                    | 15 km klassisch                                      | Ilja Tschernoussow                                   | Paul Constantin Pepene                               | Lucas Bögl                                           |
| 12. Dezember 2010                                    | 15 km Freistil Mst.                                  | Sebastian Eisenlauer                                 | Fabio Santus                                         | Andy Kühne                                           |

| 2. Alpencup in St.Ulrich, 17. bis 19. Dezember 2010 | 2. Alpencup in St.Ulrich, 17. bis 19. Dezember 2010 | 2. Alpencup in St.Ulrich, 17. bis 19. Dezember 2010 | 2. Alpencup in St.Ulrich, 17. bis 19. Dezember 2010 | 2. Alpencup in St.Ulrich, 17. bis 19. Dezember 2010 |
| --------------------------------------------------- | --------------------------------------------------- | --------------------------------------------------- | --------------------------------------------------- | --------------------------------------------------- |
| Datum                                               | Disziplin                                           | Erster Platz                                        | Zweiter Platz                                       | Dritter Platz                                       |
| 17. Dezember 2010                                   | Sprint Freistil                                     | Alexei Petuchow                                     | Nikolai Morilow                                     | Nikita Krjukow                                      |
| 18. Dezember 2010                                   | 10 km Freistil                                      | Andreas Katz                                        | Alexei Petuchow                                     | Hannes Dotzler                                      |
| 19. Dezember 2010                                   | 15 km klassisch Mst                                 | Loris Frasnelli                                     | Hannes Dotzler                                      | Andy Kühne                                          |

| 3. Alpencup in Oberwiesenthal, 7. bis 9. Januar 2011 | 3. Alpencup in Oberwiesenthal, 7. bis 9. Januar 2011 | 3. Alpencup in Oberwiesenthal, 7. bis 9. Januar 2011 | 3. Alpencup in Oberwiesenthal, 7. bis 9. Januar 2011 | 3. Alpencup in Oberwiesenthal, 7. bis 9. Januar 2011 |
| ---------------------------------------------------- | ---------------------------------------------------- | ---------------------------------------------------- | ---------------------------------------------------- | ---------------------------------------------------- |
| Datum                                                | Disziplin                                            | Erster Platz                                         | Zweiter Platz                                        | Dritter Platz                                        |
| 7. Januar 2011                                       | Sprint klassisch                                     | Oliver Wünsch                                        | Emmanuel Jonnier                                     | Andy Kühne                                           |
| 8. Januar 2011                                       | 20 km Verfolgung                                     | Emmanuel Jonnier                                     | Andy Kühne                                           | Valentin Mättig                                      |
| 9. Januar 2011                                       | 15 km Freistil                                       | Emmanuel Jonnier                                     | Paul Constantin Pepene                               | Andy Kühne                                           |

| 4. Alpencup in Forni di Sopra, 12. und 13. Februar 2011 | 4. Alpencup in Forni di Sopra, 12. und 13. Februar 2011 | 4. Alpencup in Forni di Sopra, 12. und 13. Februar 2011 | 4. Alpencup in Forni di Sopra, 12. und 13. Februar 2011 | 4. Alpencup in Forni di Sopra, 12. und 13. Februar 2011 |
| ------------------------------------------------------- | ------------------------------------------------------- | ------------------------------------------------------- | ------------------------------------------------------- | ------------------------------------------------------- |
| Datum                                                   | Disziplin                                               | Erster Platz                                            | Zweiter Platz                                           | Dritter Platz                                           |
| 12. Februar 2011                                        | Sprint Freistil                                         | Roddy Darragon                                          | Cristian Zorzi                                          | Mauro Gruber                                            |
| 13. Februar 2011                                        | 15 km klassisch                                         | Jens Filbrich                                           | Tim Tscharnke                                           | Giovanni Gullo                                          |

| 5. Alpencup in Campra, 18. bis 20. Februar 2011 | 5. Alpencup in Campra, 18. bis 20. Februar 2011 | 5. Alpencup in Campra, 18. bis 20. Februar 2011 | 5. Alpencup in Campra, 18. bis 20. Februar 2011 | 5. Alpencup in Campra, 18. bis 20. Februar 2011 |
| ----------------------------------------------- | ----------------------------------------------- | ----------------------------------------------- | ----------------------------------------------- | ----------------------------------------------- |
| Datum                                           | Disziplin                                       | Erster Platz                                    | Zweiter Platz                                   | Dritter Platz                                   |
| Minitour:                                       |                                                 |                                                 |                                                 |                                                 |
| 18. Februar 2011                                | 3,3 km Freistil Prolog                          | Andreas Katz                                    | Lucas Bögl                                      | Remo Fischer                                    |
| 19. Februar 2011                                | 10 km Freistil                                  | Remo Fischer                                    | Andy Kühne                                      | Lucas Bögl                                      |
| 20. Februar 2011                                | 15 km klassisch Verfolgung                      | Emmanuel Jonnier                                | Luca Orlandi                                    | Ivan Perrillat Boiteux                          |
| Gesamtwertung Minitour                          |                                                 | Andy Kühne                                      | Thomas Bing                                     | Mathias Wibault                                 |

| 6. Alpencup in Rogla, 5. und 6. März 2011 | 6. Alpencup in Rogla, 5. und 6. März 2011 | 6. Alpencup in Rogla, 5. und 6. März 2011 | 6. Alpencup in Rogla, 5. und 6. März 2011 | 6. Alpencup in Rogla, 5. und 6. März 2011 |
| ----------------------------------------- | ----------------------------------------- | ----------------------------------------- | ----------------------------------------- | ----------------------------------------- |
| Datum                                     | Disziplin                                 | Erster Platz                              | Zweiter Platz                             | Dritter Platz                             |
| 5. März 2011                              | 10 km klassisch                           | Luca Orlandi                              | Ivan Perrillat Boiteux                    | Mathias Wibault                           |
| 6. März 2011                              | 30 km Freistil Mst                        | Thomas Bing                               | Mathias Wibault                           | Valentin Mättig                           |

| 7. Alpencup in Ramsau, 11. bis 13. März 2011 | 7. Alpencup in Ramsau, 11. bis 13. März 2011 | 7. Alpencup in Ramsau, 11. bis 13. März 2011 | 7. Alpencup in Ramsau, 11. bis 13. März 2011 | 7. Alpencup in Ramsau, 11. bis 13. März 2011 |
| -------------------------------------------- | -------------------------------------------- | -------------------------------------------- | -------------------------------------------- | -------------------------------------------- |
| Datum                                        | Disziplin                                    | Erster Platz                                 | Zweiter Platz                                | Dritter Platz                                |
| Minitour:                                    |                                              |                                              |                                              |                                              |
| 11. März 2011                                | Sprint Freistil                              | Dušan Kožíšek                                | Andrea Zattoni                               | Bernhard Tritscher                           |
| 12. März 2011                                | 10 km Freistil                               | Dušan Kožíšek                                | Paul Goalabre                                | Philipp Marschall                            |
| 13. März 2011                                | 15 km klassisch Verfolgung                   | Philipp Marschall                            | Thomas Bing                                  | Fabrizio Clementi                            |
| Gesamtwertung Minitour                       |                                              | Thomas Bing                                  | Dušan Kožíšek                                | Philipp Marschall                            |

### Junioren Resultate
| Datum                                | Austragungsort | Altersklasse | Disziplin                  | Sieger              | Zweiter             | Dritter              |
| ------------------------------------ | -------------- | ------------ | -------------------------- | ------------------- | ------------------- | -------------------- |
| 11. Dezember 2010                    | Alta Badia     | U20          | 10 km klassisch            | Thomas Wick         | Alexis Jeannerod    | Markus Weeger        |
| 12. Dezember 2010                    | Alta Badia     | U20          | 15 km Freistil Mst.        | Petrică Hogiu       | Jonas Dobler        | Paul Goalabre        |
| 17. Dezember 2010                    | St.Ulrich      | U20          | Sprint Freistil            | Paul Goalabre       | Alexander Wolz      | Rok Tršan            |
| 18. Dezember 2010                    | St.Ulrich      | U20          | 10 km Freistil             | Paul Goalabre       | Alexis Jeannerod    | Markus Weeger        |
| 19. Dezember 2010                    | St.Ulrich      | U20          | 15 km klassisch Mst        | Thomas Wick         | Alexis Jeannerod    | Jonas Dobler         |
| 7. Januar 2011                       | Oberwiesenthal | U20          | Sprint klassisch           | Samson Schairer     | Rok Tršan           | Nevio Zeni           |
| 8. Januar 2011                       | Oberwiesenthal | U20          | 20 km Verfolgung           | Jakub Gräf          | Claudio Muller      | Lukas Pecher         |
| 9. Januar 2011                       | Oberwiesenthal | U20          | 10 km Freistil             | Bernhard Benedikt   | Jakub Gräf          | Lukas Pecher         |
| 12. Februar 2011                     | Forni di Sopra | U20          | Sprint Freistil            | Paul Goalabre       | Maicol Rastelli     | Renaud Jay           |
| 13. Februar 2011                     | Forni di Sopra | U20          | 15 km klassisch            | Max Wohlleben       | Jonas Dobler        | Luis Stadlober       |
| Minitour:                            |                |              |                            |                     |                     |                      |
| 18. Februar 2011                     | Campra         | U20          | 3,3 km Freistil Prolog     | Paul Goalabre       | Max Hauke           | Jonas Dobler         |
| 19. Februar 2011                     | Campra         | U20          | 10 km Freistil             | Paul Goalabre       | Jonas Dobler        | Max Hauke            |
| 20. Februar 2011                     | Campra         | U20          | 15 km Verfolgung           | Adrien Backscheider | Jonas Dobler        | Max Wohlleben        |
| Gesamtwertung Mini Tour              |                |              |                            | Jonas Dobler        | Paul Goalabre       | Adrien Backscheider  |
| 6. März 2011                         | Rogla          | U20          | 15 km Freistil Mst.        | Paul Goalabre       | Jonas Dobler        | Adrien Backscheider  |
| Skilanglauf-Europameisterschaft 2011 |                |              |                            |                     |                     |                      |
| 11. März 2011                        | Ramsau         | U18          | Sprint Freistil            | Fabian Kattnig      | Dominik Kern        | Sebastian Stadlbauer |
| 12. März 2011                        | Ramsau         | U18          | 10 km Freistil             | Aljaz Praznik       | Edi Dadić           | Livio Bieler         |
| 13. März 2011                        | Ramsau         | U18          | 10 km klassisch Mst.       | Edi Dadić           | Livio Bieler        | Aljaz Praznik        |
| Minitour:                            |                |              |                            |                     |                     |                      |
| 11. März 2011                        | Ramsau         | U20          | Sprint Freistil            | Renaud Jay          | Samson Schairer     | Adrien Backscheider  |
| 13. März 2011                        | Ramsau         | U20          | 15 km klassisch Verfolgung | Jonas Dobler        | Adrien Backscheider | Thomas Wick          |
| Gesamtwertung Minitour               |                |              |                            | Jonas Dobler        | Adrien Backscheider | Renaud Jay           |

### Gesamtwertung Männer
| Rang | Name                   | Punkte |
| ---- | ---------------------- | ------ |
| 01   | Andy Kühne             | 885    |
| 02   | Thomas Bing            | 851    |
| 03   | Luca Orlandi           | 584    |
| 04   | Lucas Bögl             | 536    |
| 05   | Ivan Perrillat Boiteux | 502    |
| 06   | Fabrizio Clementi      | 453    |
| 07   | Mathias Wibault        | 429    |
| 08   | Philipp Marschall      | 427    |
| 09   | Emmanuel Jonnier       | 417    |
| 10   | Andreas Katz           | 399    |
| 11.  | Adrien Mougel          | 359    |
| 12.  | Marco Mühlematter      | 333    |
| 13.  | Bastien Poirrier       | 297    |
| 14.  | Valentin Mättig        | 279    |
| 15.  | Loris Frasnelli        | 277    |
| 16.  | Michael Schnetzer      | 256    |
| 17.  | Sebastian Eisenlauer   | 250    |
| 18.  | Remo Fischer           | 244    |
| 19.  | Hannes Dotzler         | 234    |
| 20.  | Yann Soubeyrand        | 209    |
| 21.  | Andy Gerstenberger     | 203    |
| 22.  | Jonas Baumann          | 196    |
| 23.  | Oliver Wünsch          | 186    |
| 24.  | Aurelius Herburger     | 164    |
| 25.  | Baptiste Gros          | 162    |
| 26.  | Gianluca Cologna       | 152    |
| 27.  | Romain Vandel          | 148    |
| 28.  | Benoît-Gilles Dufourd  | 146    |
| 28.  | Candide Pralong        | 146    |
| 30.  | Pierre Guedon          | 145    |
| 31.  | Johannes Dürr          | 137    |
| 31.  | Martin Egraz           | 137    |
| 31.  | Daniel Heun            | 137    |
| 34.  | Giovanni Gullo         | 134    |
| 35.  | Cristian Zorzi         | 132    |
| 36.  | Bernhard Tritscher     | 130    |

| Rang | Name                 | Punkte |
| ---- | -------------------- | ------ |
| 37.  | Dominik Volken       | 129    |
| 38.  | Ueli Schnider        | 120    |
| 39.  | Mattia Pellegrin     | 118    |
| 40.  | Roy Meingast         | 115    |
| 41.  | Stefano Gardener     | 112    |
| 41.  | Jürgen Pinter        | 112    |
| 43.  | Mauro Gruber         | 110    |
| 44.  | Thomas Grader        | 107    |
| 45.  | Andrea Zattoni       | 106    |
| 46.  | Roddy Darragon       | 100    |
| 46.  | Jens Filbrich        | 100    |
| 46.  | Martin Jäger         | 100    |
| 49.  | Josef Wenzl          | 98     |
| 50.  | Florian Rohde        | 96     |
| 51.  | Manuel Hirner        | 90     |
| 51.  | Nicola Morandini     | 90     |
| 53.  | Clement Molliet      | 89     |
| 54.  | Florian Kostner      | 84     |
| 55.  | Fabio Santus         | 80     |
| 55.  | Tim Tscharnke        | 80     |
| 57.  | Roman Furger         | 76     |
| 57.  | Vicenç Vilarrubla    | 76     |
| 59.  | Domen Potocnik       | 75     |
| 60.  | Jovian Hediger       | 74     |
| 61.  | Gregor Kralj         | 72     |
| 61.  | Eligius Tambornino   | 72     |
| 63.  | Dietmar Nöckler      | 64     |
| 64.  | Harald Wurm          | 62     |
| 65.  | Louis Descamps       | 55     |
| 65.  | Diego Ruiz           | 55     |
| 67.  | Bostjan Klavzar      | 53     |
| 68.  | Gert Bachner         | 49     |
| 68.  | Emilien Buisson      | 49     |
| 70.  | Marco Cattaneo       | 48     |
| 71.  | Bertrand Hamoumraoui | 46     |
| 71.  | Enrico Nizzi         | 46     |

| Rang | Name                  | Punkte |
| ---- | --------------------- | ------ |
| 73.  | Federico Pellegrino   | 40     |
| 74.  | Valerio Leccardi      | 39     |
| 75.  | Javier Gutierrez      | 38     |
| 76.  | Phlip Furrer          | 36     |
| 77.  | Markus Bader          | 33     |
| 78.  | Fabio Clementi        | 32     |
| 78.  | Marco Fiorentini      | 32     |
| 78.  | Martin Stockinger     | 32     |
| 81.  | Tao Quemere           | 31     |
| 82.  | Cyril Gaillard        | 30     |
| 83.  | Mickael Bonthoux      | 27     |
| 83.  | Piet Heer             | 27     |
| 85.  | Richard Vuillermoz    | 26     |
| 85.  | Agostino Zortea       | 26     |
| 87.  | Lukas Weitgasser      | 25     |
| 88.  | Alex Vanzetta         | 23     |
| 89.  | Matteo Gismondi       | 22     |
| 90.  | Matija Rimahazi       | 18     |
| 90.  | Amel Scuk             | 18     |
| 92.  | Fabio Pasini          | 16     |
| 93.  | Mirko Ceolan          | 15     |
| 94.  | Sergio Rigoni         | 14     |
| 95.  | Robin Duvillard       | 13     |
| 96.  | Janmatie Kostner      | 12     |
| 97.  | Antonio Puntel        | 10     |
| 98.  | Anjan Gruber          | 9      |
| 98.  | Ioseba Rojo           | 9      |
| 100. | Noe Tüfer             | 8      |
| 101. | Bernhard Tritscher II | 7      |
| 102. | Bernhard Bär          | 5      |
| 103. | Daniele Chioda        | 4      |
| 103. | Thomas Ebner          | 4      |
| 103. | Imanol Rojo           | 4      |
| 106. | Claudio Consagra      | 3      |
| 107. | Matej Simenc          | 2      |

| Endstand (Top 10) |                     |        |
| \| Rang \| Name \| Punkte \| \| ---- \| ------------------- \| ------ \| \| 01 \| Paul Goalabre \| 1198 \| \| 02 \| Jonas Dobler \| 1088 \| \| 03 \| Adrien Backscheider \| 0766 \| \| 04 \| Thomas Wick \| 0641 \| \| 05 \| Renaud Jay \| 0595 \| \| 06 \| Alexis Jeannerod \| 0547 \| \| 07 \| Rok Tršan \| 0476 \| \| 08 \| Max Wohlleben \| 0444 \| \| 09 \| Florian Eberspacher \| 0430 \| \| 10 \| Max Hauke \| 0424 \| |                     |        |
| Rang | Name                | Punkte |
| 01 | Paul Goalabre       | 1198   |
| 02 | Jonas Dobler        | 1088   |
| 03 | Adrien Backscheider | 0766   |
| 04 | Thomas Wick         | 0641   |
| 05 | Renaud Jay          | 0595   |
| 06 | Alexis Jeannerod    | 0547   |
| 07 | Rok Tršan           | 0476   |
| 08 | Max Wohlleben       | 0444   |
| 09 | Florian Eberspacher | 0430   |
| 10 | Max Hauke           | 0424   |

## Frauen

### Resultate
| 1. Alpencup in Alta Badia, 11. und 12. Dezember 2010 | 1. Alpencup in Alta Badia, 11. und 12. Dezember 2010 | 1. Alpencup in Alta Badia, 11. und 12. Dezember 2010 | 1. Alpencup in Alta Badia, 11. und 12. Dezember 2010 | 1. Alpencup in Alta Badia, 11. und 12. Dezember 2010 |
| ---------------------------------------------------- | ---------------------------------------------------- | ---------------------------------------------------- | ---------------------------------------------------- | ---------------------------------------------------- |
| Datum                                                | Disziplin                                            | Erster Platz                                         | Zweiter Platz                                        | Dritter Platz                                        |
| 11. Dezember 2010                                    | 10 km klassisch                                      | Barbara Jezeršek                                     | Sabina Valbusa                                       | Élodie Bourgeois-Pin                                 |
| 12. Dezember 2010                                    | 10 km Freistil Mst.                                  | Barbara Jezeršek                                     | Élodie Bourgeois-Pin                                 | Sabina Valbusa                                       |

| 2. Alpencup in St.Ulrich, 17. bis 19. Dezember 2010 | 2. Alpencup in St.Ulrich, 17. bis 19. Dezember 2010 | 2. Alpencup in St.Ulrich, 17. bis 19. Dezember 2010 | 2. Alpencup in St.Ulrich, 17. bis 19. Dezember 2010 | 2. Alpencup in St.Ulrich, 17. bis 19. Dezember 2010 |
| --------------------------------------------------- | --------------------------------------------------- | --------------------------------------------------- | --------------------------------------------------- | --------------------------------------------------- |
| Datum                                               | Disziplin                                           | Erster Platz                                        | Zweiter Platz                                       | Dritter Platz                                       |
| 17. Dezember 2010                                   | Sprint Freistil                                     | Laurien van der Graaff                              | Katerina Smutna                                     | Gaia Vuerich                                        |
| 18. Dezember 2010                                   | 5 km Freistil                                       | Alena Sannikawa                                     | Barbara Jezeršek                                    | Alenka Čebašek                                      |
| 19. Dezember 2010                                   | 10 km klassisch Mst.                                | Katerina Smutna                                     | Olga Rotschewa                                      | Alena Sannikawa                                     |

| 3. Alpencup in Oberwiesenthal, 7. bis 9. Januar 2011 | 3. Alpencup in Oberwiesenthal, 7. bis 9. Januar 2011 | 3. Alpencup in Oberwiesenthal, 7. bis 9. Januar 2011 | 3. Alpencup in Oberwiesenthal, 7. bis 9. Januar 2011 | 3. Alpencup in Oberwiesenthal, 7. bis 9. Januar 2011 |
| ---------------------------------------------------- | ---------------------------------------------------- | ---------------------------------------------------- | ---------------------------------------------------- | ---------------------------------------------------- |
| Datum                                                | Disziplin                                            | Erster Platz                                         | Zweiter Platz                                        | Dritter Platz                                        |
| 7. Januar 2011                                       | Sprint klassisch                                     | Doris Trachsel                                       | Manon Locatelli                                      | Caroline Weibel                                      |
| 8. Januar 2011                                       | 15 km Verfolgung                                     | Monique Siegel                                       | Laura Orgué                                          | Aurélie Dabudyk                                      |
| 9. Januar 2011                                       | 10 km Freistil                                       | Silvana Bucher                                       | Marina Piller                                        | Mirjam Cossettini                                    |

| 4. Alpencup in Forni di Sopra, 12. und 13. Februar 2011 | 4. Alpencup in Forni di Sopra, 12. und 13. Februar 2011 | 4. Alpencup in Forni di Sopra, 12. und 13. Februar 2011 | 4. Alpencup in Forni di Sopra, 12. und 13. Februar 2011 | 4. Alpencup in Forni di Sopra, 12. und 13. Februar 2011 |
| ------------------------------------------------------- | ------------------------------------------------------- | ------------------------------------------------------- | ------------------------------------------------------- | ------------------------------------------------------- |
| Datum                                                   | Disziplin                                               | Erster Platz                                            | Zweiter Platz                                           | Dritter Platz                                           |
| 12. Februar 2011                                        | Sprint Freistil                                         | Nicole Fessel                                           | Manon Locatelli                                         | Alenka Čebašek                                          |
| 13. Februar 2011                                        | 10 km klassisch                                         | Nicole Fessel                                           | Sandra Ringwald                                         | Stephanie Santer                                        |

| Datum                  | Disziplin                  | Erster Platz         | Zweiter Platz    | Dritter Platz    |
| Minitour:              |                            |                      |                  |                  |
| 18. Februar 2011       | 2,5 km Freistil            | Karin Kamenisch      | Stephanie Santer | Marina Piller    |
| 19. Februar 2011       | 5 km Freistil              | Coraline Hugue       | Monique Siegel   | Stephanie Santer |
| 20. Februar 2011       | 10 km klassisch Verfolgung | Élodie Bourgeois-Pin | Aurélie Dabudyk  | Monique Siegel   |
| Gesamtwertung Minitour |                            | Élodie Bourgeois-Pin | Monique Siegel   | Aurélie Dabudyk  |

| 6. Alpencup in Rogla, 5. und 6. März 2011 | 6. Alpencup in Rogla, 5. und 6. März 2011 | 6. Alpencup in Rogla, 5. und 6. März 2011 | 6. Alpencup in Rogla, 5. und 6. März 2011 | 6. Alpencup in Rogla, 5. und 6. März 2011 |
| ----------------------------------------- | ----------------------------------------- | ----------------------------------------- | ----------------------------------------- | ----------------------------------------- |
| Datum                                     | Disziplin                                 | Erster Platz                              | Zweiter Platz                             | Dritter Platz                             |
| 5. März 2011                              | 5 km klassisch                            | Élodie Bourgeois-Pin                      | Alenka Čebašek                            | Anamarija Lampič                          |
| 6. März 2011                              | 15 km Freistil Mst                        | Anouk Faivre Picon                        | Coraline Hugue                            | Monique Siegel                            |

| 7. Alpencup in Ramsau, 11. bis 13. März 2011 | 7. Alpencup in Ramsau, 11. bis 13. März 2011 | 7. Alpencup in Ramsau, 11. bis 13. März 2011 | 7. Alpencup in Ramsau, 11. bis 13. März 2011 | 7. Alpencup in Ramsau, 11. bis 13. März 2011 |
| -------------------------------------------- | -------------------------------------------- | -------------------------------------------- | -------------------------------------------- | -------------------------------------------- |
| Datum                                        | Disziplin                                    | Erster Platz                                 | Zweiter Platz                                | Dritter Platz                                |
| Minitour:                                    |                                              |                                              |                                              |                                              |
| 11. März 2011                                | Sprint Freistil                              | Sandra Ringwald                              | Coraline Hugue                               | Manon Locatelli                              |
| 12. März 2011                                | 5 km Freistil                                | Coraline Hugue                               | Sara Pellegrini                              | Alenka Čebašek                               |
| 13. März 2011                                | 10 km klassisch Verfolgung                   | Swetlana Botschkarewa                        | Aurélie Dabudyk                              | Sandra Ringwald                              |
| Gesamtwertung Mini Tour                      |                                              | Sandra Ringwald                              | Coraline Hugue                               | Swetlana Botschkarewa                        |

### Junioren Resultate
| Datum                                | Austragungsort | Altersklasse | Disziplin                  | Sieger               | Zweiter          | Dritter              |
| ------------------------------------ | -------------- | ------------ | -------------------------- | -------------------- | ---------------- | -------------------- |
| 11. Dezember 2010                    | Alta Badia     | U20          | 5 km klassisch             | Célia Aymonier       | Lucia Scardoni   | Anja Erzen           |
| 12. Dezember 2010                    | Alta Badia     | U20          | 10 km Freistil Mst.        | Helene Jacob         | Christa Jäger    | Célia Aymonier       |
| 17. Dezember 2010                    | St.Ulrich      | U20          | Sprint Freistil            | Elisabeth Schicho    | Nika Razinger    | Stefanie Sprecher    |
| 18. Dezember 2010                    | St.Ulrich      | U20          | 5 km Freistil              | Helene Jacob         | Christa Jäger    | Anja Erzen           |
| 19. Dezember 2010                    | St.Ulrich      | U20          | 10 km klassisch Mst        | Helene Jacob         | Theresa Eichhorn | Hanna Kolb           |
| 7. Januar 2011                       | Oberwiesenthal | U20          | Sprint klassisch           | Lucia Scardoni       | Francesca Baudin | Petra Novakova       |
| 8. Januar 2011                       | Oberwiesenthal | U20          | 10 km Verfolgung           | Debora Agreiter      | Sarah Wagner     | Anja Erzen           |
| 9. Januar 2011                       | Oberwiesenthal | U20          | 5 km Freistil              | Debora Agreiter      | Ludmila Horká    | Lea Einfalt          |
| 12. Februar 2011                     | Forni di Sopra | U20          | Sprint Freistil            | Greta Laurent        | Lucia Scardoni   | Célia Aymonier       |
| 13. Februar 2011                     | Forni di Sopra | U20          | 10 km klassisch            | Lucia Anger          | Helene Jacob     | Debora Agreiter      |
| Minitour:                            |                |              |                            |                      |                  |                      |
| 18. Februar 2011                     | Campra         | U20          | 2,5 km Freistil Prolog     | Christa Jäger        | Helene Jacob     | Elisabeth Schicho    |
| 19. Februar 2011                     | Campra         | U20          | 5 km Freistil              | Christa Jäger        | Helene Jacob     | Debora Agreiter      |
| 20. Februar 2011                     | Campra         | U20          | 10 km klassisch Verfolgung | Anna Schtscherbinina | Debora Agreiter  | Helene Jacob         |
| Gesamtwertung Mini Tour              |                |              |                            | Helene Jacob         | Debora Agreiter  | Anna Schtscherbinina |
| 6. März 2011                         | Rogla          | U20          | 10 km Freistil Mst.        | Christa Jäger        | Helene Jacob     | Debora Agreiter      |
| Skilanglauf-Europameisterschaft 2011 |                |              |                            |                      |                  |                      |
| 11. März 2011                        | Ramsau         | U18          | Sprint Freistil            | Nathalie Schwarz     | Sandra Bader     | Nika Razinger        |
| 12. März 2011                        | Ramsau         | U18          | 5 km Freistil              | Lea Einfalt          | Nika Razinger    | Teresa Stadlober     |
| 13. März 2011                        | Ramsau         | U18          | 7,5 km klassisch Mst.      | Teresa Stadlober     | Lisa Unterweger  | Lea Einfalt          |
| Minitour:                            |                |              |                            |                      |                  |                      |
| 11. März 2011                        | Ramsau         | U20          | Sprint Freistil            | Christa Jäger        | Lucia Anger      | Anja Erzen           |
| 13. März 2011                        | Ramsau         | U20          | 10 km klassisch Verfolgung | Helene Jacob         | Lucia Anger      | Theresa Eichhorn     |
| Gesamtwertung Minitour               |                |              |                            | Lucia Anger          | Helene Jacob     | Christa Jäger        |

### Gesamtwertung Frauen
| Rang | Name                 | Punkte |
| ---- | -------------------- | ------ |
| 01   | Monique Siegel       | 933    |
| 02   | Élodie Bourgeois-Pin | 876    |
| 03   | Coraline Hugue       | 872    |
| 04   | Aurélie Dabudyk      | 724    |
| 05   | Alenka Čebašek       | 591    |
| 06   | Sandra Ringwald      | 587    |
| 07   | Barbara Jezeršek     | 572    |
| 08   | Ilaria Debertolis    | 531    |
| 09   | Manon Locatelli      | 485    |
| 010  | Marina Piller        | 457    |
| 11.  | Mirjam Cossettini    | 448    |
| 12.  | Melissa Gorra        | 444    |
| 13.  | Stephanie Santer     | 438    |
| 14.  | Sara Pellegrini      | 396    |
| 15.  | Jessica Müller       | 339    |
| 16.  | Marion Buillet       | 305    |
| 17.  | Karin Kamenisch      | 264    |
| 18.  | Caroline Weibel      | 260    |
| 18.  | Laura Orgué          | 260    |
| 20.  | Tatjana Stiffler     | 236    |

| Rang | Name                   | Punkte |
| ---- | ---------------------- | ------ |
| 21.  | Katerina Smutna        | 230    |
| 22.  | Anouk Faivre Picon     | 224    |
| 23.  | Nicole Fessel          | 200    |
| 24.  | Lucile Mouilleseaux    | 189    |
| 25.  | Gaia Vuerich           | 145    |
| 26.  | Sabina Valbusa         | 140    |
| 27.  | Doris Trachsel         | 126    |
| 28.  | Rahel Imoberdorf       | 124    |
| 28.  | Laurien van der Graaff | 124    |
| 30.  | Barbara Antonelli      | 122    |
| 31.  | Annina Strupler        | 109    |
| 32.  | Francesca Di Sopra     | 105    |
| 33.  | Silvana Bucher         | 100    |
| 34.  | Wanda Giordanenengo    | 95     |
| 35.  | Laure Tassion          | 84     |
| 36.  | Katja Visnar           | 76     |
| 37.  | Elisa Brocard          | 62     |
| 38.  | Elisa Matli            | 58     |
| 39.  | Lucy Pichard           | 55     |
| 40.  | Alice Longo            | 51     |

| Rang | Name                        | Punkte |
| ---- | --------------------------- | ------ |
| 41.  | Gaëtane Perret              | 50     |
| 41.  | Alina Golzow                | 50     |
| 41.  | Solange Chabloz             | 50     |
| 44.  | Vesna Fabjan                | 45     |
| 45.  | Carmen Emmenegger           | 39     |
| 46.  | Christine Lötscher          | 36     |
| 47.  | Manon Andre                 | 31     |
| 48.  | Lisa Morandini              | 28     |
| 48.  | Katherina Milazzi           | 28     |
| 48.  | Andrea Reithmayr            | 28     |
| 51.  | Pauline Caprini             | 27     |
| 52.  | Lucia Anger                 | 22     |
| 52.  | Debora Agreiter             | 22     |
| 54.  | Valentina Vuerich           | 21     |
| 55.  | Manon Simille               | 20     |
| 56.  | Virginia De Martin Topranin | 16     |
| 57.  | Irene Cicolini              | 9      |
| 58.  | Celine Vuillermoz           | 8      |
| 59.  | Jessica Krause              | 6      |
| 60.  | Ilenia Casali               | 3      |

| Endstand (Top 10) |                     |        |
| \| Rang \| Name \| Punkte \| \| ---- \| ------------------- \| ------ \| \| 01 \| Helene Jacob \| 1224 \| \| 02 \| Christa Jäger \| 0979 \| \| 03 \| Célia Aymonier \| 0772 \| \| 04 \| Anja Erzen \| 0768 \| \| 05 \| Debora Agreiter \| 0734 \| \| 06 \| Lucia Scardoni \| 0732 \| \| 07 \| Veronika Mayerhofer \| 0553 \| \| 08 \| Theresa Eichhorn \| 0534 \| \| 09 \| Elisabeth Schicho \| 0529 \| \| 10 \| Eva Severrus \| 0507 \| |                     |        |
| Rang | Name                | Punkte |
| 01 | Helene Jacob        | 1224   |
| 02 | Christa Jäger       | 0979   |
| 03 | Célia Aymonier      | 0772   |
| 04 | Anja Erzen          | 0768   |
| 05 | Debora Agreiter     | 0734   |
| 06 | Lucia Scardoni      | 0732   |
| 07 | Veronika Mayerhofer | 0553   |
| 08 | Theresa Eichhorn    | 0534   |
| 09 | Elisabeth Schicho   | 0529   |
| 10 | Eva Severrus        | 0507   |